# Чижовы
Чижовы — дворянский род.
Пётр Чижов в службу вступил в 1768 году. 28.03.1785 произведён Надворным Советником, и находясь в этом чине, 9.11.1792 пожалован Дипломом на дворянское достоинство, копия с которого хранится в Герольдии.

## Описание герба
Щит разделён горизонтально на две части; в верхней в голубом поле изображены три пятиконечные золотые Звезды, а в нижней в серебряном поле птичка Чиж, сидящая на ветви.
Щит увенчан обыкновенным дворянским шлемом. Намёт на щите голубой, подложен серебром. Герб Чижова внесён в Часть 1 Общего гербовника дворянских родов Всероссийской империи, стр. 134